# Gyps bengalensis
El buitre dorsiblanco bengalí (Gyps bengalensis) es una especie de ave accipitriforme de la familia Accipitridae. Es la especie de buitre autóctona del subcontinente indio. En esta parte de Asia sustituye al buitre leonado. Actualmente se encuentra en grave peligro de extinción. No se reconocen subespecies.